# Laguna Nuevo Mundo
Die Laguna Nuevo Mundo ist ein See an der Grenze zwischen dem Departamento Beni und dem Departamento Santa Cruz im Tiefland von Bolivien, etwa 125 km südöstlich von Trinidad, der Hauptstadt des Departamento Beni. Der Nordteil des Sees gehört zum Municipio (Landkreis) San Andrés in der Provinz Marbán, der Südteil zum Municipio El Puente in der Provinz Guarayos.
Der See liegt auf einer Höhe von 175 m in der Schwemmlandebene der Llanos de Guarayos, zwischen dem bolivianischen Río Grande im Südwesten und dem Río Ibare im Nordosten, die beide zum Río Mamoré hin entwässern. Die Laguna Nuevo Mundo hat eine Länge von fast 12 Kilometern und eine Breite von 7 Kilometern, seine Gesamtfläche beträgt 57,6 km², seine Uferlänge 31 Kilometer.
Aufgrund der jahreszeitlich stark wechselnden und im Südsommer recht hohen Niederschläge ist das Tiefland um die Laguna Nuevo Mundo jahreszeitlichen Überschwemmungen ausgesetzt, so dass die Besiedlungsdichte der Region deutlich unter 0,5 Einwohner/km² liegt.